# Добронравов, Борис Георгиевич
Бори́с Гео́ргиевич Добронра́вов (4 (16) апреля 1896, Москва — 27 октября 1949, Москва) — советский, российский актёр, мастер художественного слова (чтец). Народный артист СССР (1937). Кавалер ордена Ленина (1948).

## Биография
Борис Добронравов родился в семье священника, сестра Елизавета, брат — Сергей.
С 1909 года учился в духовном училище при Донском монастыре, по окончании которого в 1913 году поступил в Московскую духовную семинарию. Но решил, как и старший брат, посвятить себя физике и математике, и в 1914 году, покинув семинарию, поступил на физико-математический факультет Московского университета.
В 1915 году, прочитав в газете «Раннее утро» объявление об экзаменах в Художественном театре (МХТ), он шутки ради заключил с подругой пари, что сдаст экзамены. И благодаря внешним, а не актёрским данным его зачислили кандидатом в сотрудники МХТ. Поначалу он полагал, что сможет совмещать учёбу с работой в МХТ и для этого перешёл на более лёгкий юридический факультет, но в 1916 году покинул университет.
В 1915—1918 годах выступал на сцене 1-й Студии МХТ. В 1918 году был принят в труппу Художественного театра, где служил до конца жизни.
В 1919—1920 годах вместе с группой молодых актёров МХТ работал в Уфе, где организовал труппу для обслуживания частей РККА.
Работал на эстраде в концертах, где показывал отрывки из спектаклей и свои новые работы. В последние годы любил выступать с чтением «Лекции о вреде табака» А. П. Чехова. На радио выступал не только со своими театральными работами, но и готовил роли в специальных радиопостановках. Здесь создал образ Павла Власова по роману М. Горького «Мать», часто выступал с чтением горьковских рассказов и статей.
Умер 27 октября 1949 года от паралича сердца на сцене МХАТа во время спектакля «Царь Фёдор Иоаннович», не доиграв финальную сцену, в день 51-й годовщины театра, исполняя в 166-й раз свою любимую роль — царя Фёдора. Его со сцены отнесли в аванложу и положили на кожаный диван, на котором за четыре года до этого в гриме Ивана Грозного умер Н. П. Хмелёв. Б. Добронравов всегда говорил, что его самое большое желание — умереть на сцене. Похоронен на Новодевичьем кладбище.

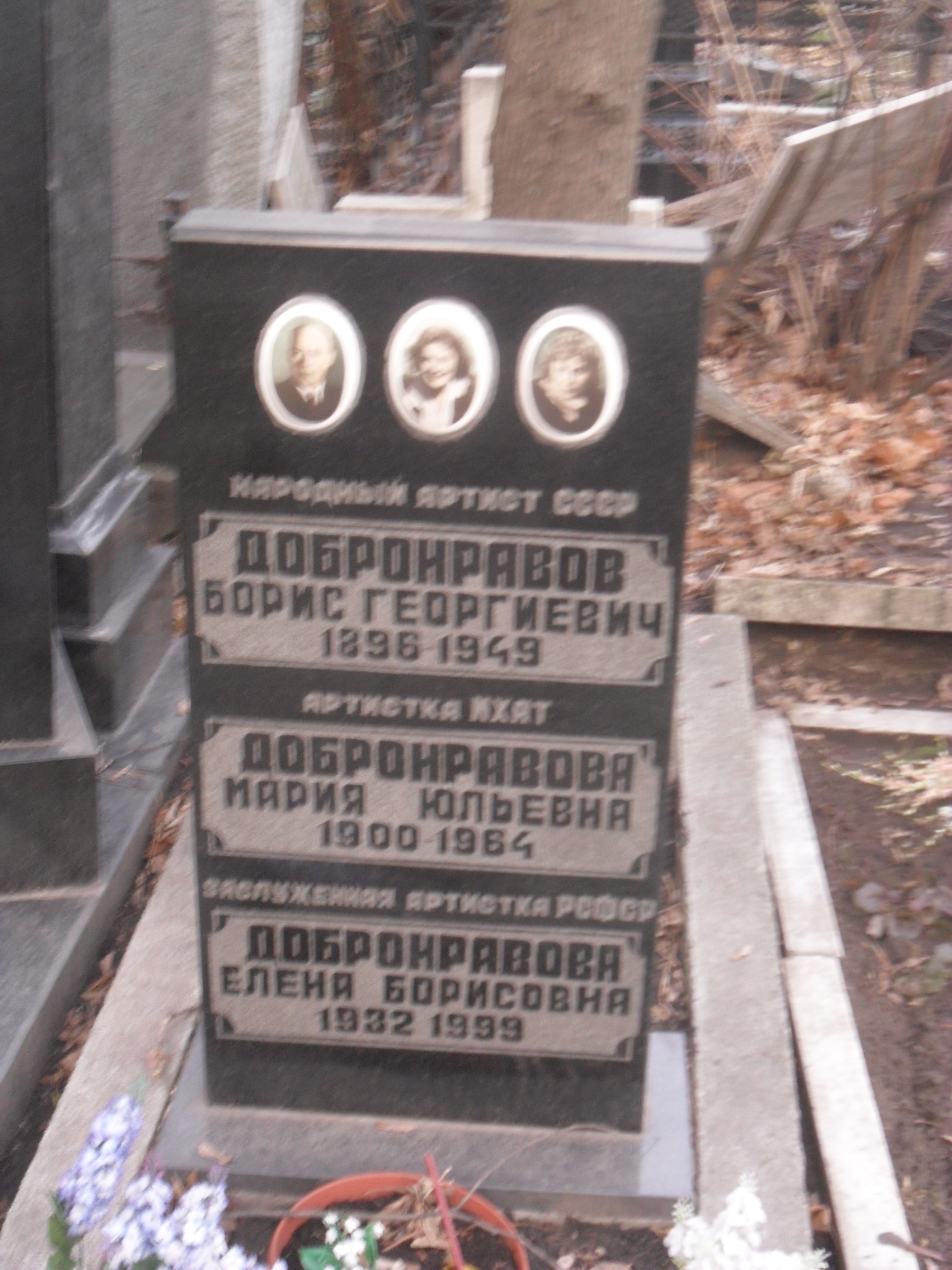
Могила Добронравова на Новодевичьем кладбище Москвы.

### Семья
- Сестра — Елизавета Георгиевна Алексеева (1901—1972), актриса театра и кино, народная артистка СССР (1971)
- Брат — Сергей Георгиевич Добронравов (1894—1970), математик, механик, физик, преподаватель данных дисциплин, москвовед и некрополист.
- Жена — Мария Юльевна Добронравова (урождённая Стеггер; 1900—1964), актриса театра, певица.
- Дочь — Елена Борисовна Добронравова (1932—1999), актриса театра и кино, заслуженная артистка РСФСР (1968).

## Звания и награды
- Заслуженный артист РСФСР (1933)
- Народный артист СССР (28.04.1937)[7]
- Орден Ленина (26.10.1948)
- Орден Трудового Красного Знамени (03.05.1937) — за выдающиеся заслуги в деле развития русского театрального искусства
- медали.

## Творчество

### Роли в театре
- 1918 — «Провинциалка» И. С. Тургенева — Аполлон (ввод)
- 1921 — «На дне» М. Горького — Медведев (ввод)
- 1922 — «Ревизор» Н. В. Гоголя — трактирный слуга (ввод)
- 1922 — «Царь Фёдор Иоаннович» А. К. Толстого, постановка К. С. Станиславского — Голуб-сын (ввод)
- 1922 — «Нахлебник» И. С. Тургенева — Пётр (ввод)
- 1923 — «Хозяйка гостиницы» К. Гольдони — слуга Кавалера (ввод)
- 1923 — «На всякого мудреца?» А. Н. Островского — человек Крутицкого (ввод)
- 1924 — «Смерть Пазухина» М. Е. Салтыкова-Щедрина — Баев (ввод)
- 1924 — «Братья Карамазовы» по Ф. М. Достоевскому — Алёша
- 1924 — «Вишнёвый сад» А. П. Чехова — Петя Трофимов
- 1924 — «На дне» М. Горького — Васька Пепел
- 1924 — «Царь Фёдор Иоаннович» А. К. Толстого — Красильников, Луп-Клешнин (вводы)
- 1925 — «Пугачёвщина» К. А. Тренёва, постановка Вл. И. Немировича-Данченко — гусляр Барсук
- 1926 — «Горячее сердце» А. Н. Островского — Наркис
- 1926 — «Дни Турбиных» М. А. Булгакова, постановка И. Я. Судакова, художественный руководитель постановки К. С. Станиславский — Мышлаевский
- 1927 — «Бронепоезд 14-69» Вс. В. Иванова, постановка И. Я. Судакова и Н. Н. Литовцевой, художественный руководитель постановки К. С. Станиславский — Семёнов[8]
- 1928 — «Вишнёвый сад» А. П. Чехова — Яша (ввод)
- 1928 — «Унтиловск» Л. М. Леонова — Редкозубов
- 1930 — «Взлёт» Ф. А. Ваграмова — лётчик Кирсанов
- 1931 — «Хлеб» В. М. Киршона — секретарь окружкома Михайлов
- 1931 — «Страх» А. Н. Афиногенова — Цеховой
- 1934 — «Гроза» А. Н. Островского — Тихон
- 1935 — «Вишнёвый сад» А. П. Чехова — Лопахин
- 1935 — «Платон Кречет» А. Е. Корнейчука — Платон Кречет
- 1936 — «Любовь Яровая» К. А. Тренёва — Яровой
- 1937 — «Земля» Н. Е. Вирты — Листрат
- 1938 — «Мёртвые души» по Н. В. Гоголю — Ноздрёв (ввод)
- 1940 — «Царь Фёдор Иоаннович» А. К. Толстого — царь Фёдор (20 ноября 1940 всего после 11 репетиций впервые сыграл свою заветную роль)
- 1943 — «Русские люди» К. М. Симонова — Сафонов
- 1947 — «Дядя Ваня» А. П. Чехова — Войницкий
- «Женитьба Белугина» А. Н. Островского и Н. Я. Соловьёва

### Роли в кино
- 1920 — Домовой-агитатор (короткометражный) — батрак Степан
- 1931 — Шторм — кочегар Тюшкин
- 1934 — Петербургская ночь — крепостной музыкант Егор Ефимов
- 1935 — Аэроград — диверсант Аникий Шабанов
- 1936 — Заключённые — начальник лагеря Громов
- 1936 — Настоящий товарищ — Сергей Иванович Шилов
- 1939 — Поднятая целина — Семён Давыдов
- 1947 — Жизнь в цитадели — профессор медицины Головин
- 1948 — Повесть о настоящем человеке — председатель медкомиссии
- 1949 — Сталинградская битва — старый товарищ Сталина